# Damian Kulig
Pour les articles homonymes, voir Kulig.
Damian Kulig, né le 23 juin 1987 à Piotrków Trybunalski, est un joueur polonais de basket-ball.